# Глейшер (национальный парк, США)
Национальный парк «Гле́йшер» (англ. Glacier National Park, МФА: [ˈɡleɪ.si.ɚ ˈnæʃ.nəl pɑːɹk]) расположен в Скалистых горах, на территории американского штата Монтана, на границе с канадскими провинциями Альберта и Британская Колумбия. Площадь парка составляет 4101 км².
Первые люди начали жить на территории современного парка около 10 000 лет назад. На момент прихода сюда европейцев, на землях к западу от континентального водораздела преобладали салиши, а к востоку — черноногие. Национальный парк был основан 11 мая 1910 года. Почти сразу после создания парка начинает активно развиваться его инфраструктура, включающая отели, шале, автомобильные дороги и др. В парке Глейшер имеется более 130 озёр, имеющих название; крупнейшим из них является озеро Макдональд. В геологическом отношении значительная часть территории парка представлена надвигом Льюиса. По данным на 2010 год в парке Глейшер имеется 37 ледников. Учёные утверждают, что если сегодняшние тенденции таяния сохранятся, то все эти ледники полностью исчезнут уже к 2020 году. На севере Глейшер граничит с канадским национальным парком Уотертон-Лейкс; вместе эти две природоохранные территории известны как парк мира Уотертон-Глейшер. В 1976 году Глейшер был признан биосферным заповедником, а в 1995 году оба парка были вместе признаны объектом Всемирного наследия.
На территории национального парка произрастает 1132 вида растений. Также, здесь обитают 62 вида млекопитающих, 260 видов птиц, 6 видов земноводных, 3 вида пресмыкающихся и 23 вида пресноводных рыб. Широко распространены такие крупные млекопитающие, как гризли, барибал, снежная коза, канадская рысь, американский лось, толсторог, макензийский равнинный волк, росомаха и др. Во время лесных пожаров в 2003 году пострадало более 10 % от общей площади парка.

## География
На севере парк Глейшер граничит с канадским национальным парком Уотертон-Лейкс, расположенном в провинции Альберта, а также с провинциальными лесами Флатхед и Акамина-Кишинена — в провинции Британская Колумбия. Западную границу парка формирует река Норт-Форк-Флатхед, а часть южной границы — река Мидл-Форк-Флатхед. Индейская резервация Блекфит формирует большую часть восточной границы национального парка, кроме того, парк граничит с национальными лесами Льюис и Кларк и Флатхед — на юге и западе соответственно.
На территории Глейшера находятся более десятка крупных озёр и около 700 мелких, однако только 131 озеро имеет своё собственное название. Озеро Макдональд, расположенное в западной части парка, является самым длинным (15,1 км в длину), самым крупным (его площадь — 27,61 км²) и самым глубоким (141 м). Небольшие озёра обычно расположены в чашеобразных углублениях рельефа, карах, сформированных деятельностью ледника. Некоторые озёра, например Аваланчи и Крекер, имеют непрозрачный бирюзовый цвет воды, что обусловлено ледниковыми наносами; по этой же самой причине некоторые ручьи парка имеют молочно-белую воду. Озёра национального парка остаются холодными на протяжении всего года; температура воды вблизи поверхности редко превышает 10 °С. Воды озёр — очень чистые, впрочем, недостаток планктона существенно замедляет скорость фильтрации воды, таким образом, любые загрязнители воды способны задерживаться в ней дольше обычного. Отсюда можно заключить, что даже небольшое присутствие загрязняющих веществ в воде способно существенно влиять на её качество.
На территории национального парка имеются около 200 водопадов, однако, в засушливую погоду многие из них фактически пересыхают. Наиболее значительные водопады включают водопады района Ту-Медисайн, водопад Макдональдс в одноимённой с ним долине и водопад Свифткарент в районе Мейни-Глейшер. Все эти водопады находятся довольно недалеко от гостиницы Мейни-Глейшер и могут быть увидены посетителями парка. Один из самых высоких водопадов Глейшера — Бёрд-Вумен, высота которого составляет 150 м; он срывается в долину в районе северного склона горы Оберлин.

### Геология
Территория парка преимущественно представлена осадочными горными породами, сформировавшимися в условиях мелководного моря примерно между 1,6 млрд и 800 млн лет назад. Около 170 млн лет назад, во время формирования Скалистых гор, на значительном участке горные породы были смещены к востоку почти на 80 км. Эта геологическая структура, известная как надвиг Льюиса, имеет мощность около 5 км и составляет несколько сотен километров в длину. Аллохтон надвига представлен древними протерозойскими породами, возраст которых составляет 1,4—1,5 млрд лет, тогда как автохтон представлен сравнительно молодыми меловыми породами. Одним из наиболее выразительных свидетельств надвига является гора Чиф — изолированный пик, возвышающийся на 800 м над Великими Равнинами на восточной границе парка. На территории парка имеется 6 вершин с высотой более 3000 м; самая высокая из них, гора Клевеленд, составляет в высоту 3190 м. Расположенная в парке Глейшер гора Трипл-Дивайд-Пик, несмотря на свою небольшую высоту (только 2444 м), является важным водоразделом всего североамериканского континента — точкой от которой воды рек текут сразу в трёх направлениях — к Тихому океану, к Гудзонову заливу Северного Ледовитого океана и к Мексиканскому заливу Атлантического океана.
В осадочных протерозойских породах парка Глейшер очень хорошо сохранились окаменелости; эти породы являются одним из лучших и наиболее полных в мире источников для описания и изучения жизни тех времён. Осадочные породы того же возраста в других районах мира обычно разрушены или сильно изменены при горообразовании и метаморфизации и мало подходят для изучения ископаемых организмов. Горные породы парка содержат знаки ряби, трещины усыхания, следы от капель дождя и свидетельства некоторых других природных явлений. 6 ископаемых видов строматолитов были описаны и датированы примерно 1 млрд лет назад. Открытия новых видов на территории национального парка позволили отодвинуть этот возраст ещё почти на миллиард лет назад, что значительно изменило взгляды учёных на время возникновения первых многоклеточных организмов.

### Ледники
Рельеф национального парка на большей части территории приобрёл свои нынешние формы только в ходе последнего ледникового периода, завершившегося около 12 000 лет назад. Свидетельствами деятельности ледников являются троги, кары, приледниковые озёра и др. После окончания ледникового периода также отмечались небольшие изменения климата, проявляющиеся в чередовании похолоданий и потеплений. Последнее похолодание, известное также как малый ледниковый период, продолжалась примерно с 1550 по 1850 года. В этот период площадь ледников на территории национального парка значительно увеличилась, хотя и не настолько, как это было во время ледникового периода.
В середине XX века анализы карт и фотографий ледников, сделанных в разное время, подтвердили, что почти 150 известных в парке ледников за последние 100 лет значительно отступили, а некоторые из них и вовсе исчезли. В данном утверждении нетрудно убедиться, обратившись к повторным фотографиям ледника Гриннел в период с 1938 по 2009 годы (см. ниже).
- 1938 год
- 1981 год
- 1998 год
- 2009 год

В 1980-х годах Геологическая служба США начала более систематическое изучение ледников парка, что продолжается и по сей день. К 2010 году на территории Глейшера осталось только 37 ледников, причём всего 25 из них признаны «активными» и имеют площадь более 0,10 км². Если существующие тенденции к потеплению сохранятся, то все оставшиеся ледники, вероятно, полностью растают уже к 2020 году. Подобное отступление ледников наблюдается по всему миру и лишь усилилось, начиная с 1980 года. Для восстановления ледников необходим более холодный и более влажный климат, который позволит установить баланс между уровнем накопления твёрдых осадков и уровнем таяния ледника. При превышении таяния над уровнем накопления осадков ледник непременно будет отступать и уменьшаться в площади, пока полностью не исчезнет.
После окончания малого ледникового периода в 1850 году ледники постепенно отступали вплоть до 1910-х годов. В период с 1917 по 1941 годы отступание значительно усилилось и составляло для некоторых ледников до 100 м в год. Небольшое похолодание климата с период с 1940-х по 1979 год снизили скорость отступания, а некоторые ледники даже наоборот продвинулись на несколько десятков метров. Однако, начиная с 1980 года скорость отступания вновь значительно увеличилась. В 1850 году площадь ледяного покрова в районе ледников Блэкфут и Джексон составляла около 21,6 км², однако по данным на 1979 год она составляла уже только 7,4 км². В период между 1850 и 1979 годами полностью растаяли 73 % от всех ледников парка. Во время создания парка ледник Джексон был ещё частью ледника Блекфут, однако сегодня это уже два отдельных ледника.
Влияние отступления ледников на экосистемы национального парка полностью неизвестно, однако можно полагать, что виды растений и животных, зависимых от наличия холодной воды, пострадают от отсутствия своего места обитания. Уменьшение сезонного таяния ледникового льда также повлияет на сток рек и ручьёв в летний и осенний периоды, а кроме того — понизит уровень грунтовых вод и повысит риск возникновения лесных пожаров. Потеря ледников также понизит привлекательность парка для посетителей.

### Климат
Территория парка включает континентальный водораздел и имеет амплитуду высот более 2100 м. Эти факторы создают большое разнообразие климатов и микроклиматов на данной территории. Как и в других областях высотной поясности, средние температуры здесь обычно понижаются с высотой. Западная часть парка, расположенная в бассейне Тихого океана, имеет более мягкий и более влажный климат. Максимальное количество осадков выпадает зимой и весной, насчитывая в среднем 50-80 мм в месяц. Снегопады случаются в любое время года, в том числе и летом, что нередко на большой высоте. Зимой могут приходить продолжительные холодные воздушные массы, что наиболее распространено к востоку от континентального водораздела. Наибольшее количество снега выпадает на западе. На протяжении туристического сезона дневные максимумы составляют 15-20 °C, а ночные минимумы — до 5 °C. На большой высоте средние температуры гораздо холоднее. В наиболее низких долинах на западе парка дневные максимумы иногда могут достигать 30 °С.
В городке Броунин, расположенном к востоку от парка, на территории резервации Блэкфит, отмечаются резкие изменения температур. Мировой рекорд изменения температуры за 24 часа (56 °C) был зафиксирован здесь в ночь с 23 на 24 января 1916 года, когда отметка термометра упала с 7 до — 49 °C.
Геологическая служба США, базирующаяся на западе парка, осуществляет исследования изменений климата, начиная с 1992 года. Помимо изучения отступления ледников исследования включают многие другие показатели, в том числе экологию лесных пожаров и изменения мест обитания различных видов. Кроме того, изучаются характер горной растительности, а также дебит и температура поверхностных вод парка (обычно это осуществляет на фиксированных гидропостах). Проводятся анализы воздуха на различные компоненты. Все данные, собранные при этих исследованиях, помогают лучше понимать изменение климата на территории парка. Сравнение полученных данных с данными из других районов мира позволяют понимать изменения в глобальном масштабе.
Парк Глейшер характеризуется отличным качеством воздуха и воды. В окрестных районах, примыкающих к парку, отсутствуют крупные населённые пункты; промышленное загрязнение минимально ввиду почти полного отсутствия фабрик и заводов, а также других потенциальных загрязнителей. Тем не менее, чистые озёра парка легко загрязняются различными веществами из атмосферного воздуха, что заметно после выпадения осадков. В то же время уровень загрязнения оценивается как незначительный, а озёра и реки парка имеют уровень качества воды A-1, что является высшим уровнем в штате Монтана.

## Живая природа и экология

### Флора
Парк Глейшер является частью обширной экосистемы, сохранившейся практически в нетронутом состоянии. Почти все виды растений и животных, которые водились здесь во времена прихода первых европейцев, обитают в парке и сегодня.
На территории национального парка произрастает 1132 вида растений. Хвойные леса представлены такими видами деревьев как ель Энгельмана, ель Дугласа, шершавоплодная пихта, мягкая сосна и западная лиственница. Из лиственных деревьев широко распространены тополь и осина, произрастающие на небольшой высоте, обычно вдоль рек и озёр. Районы к западу от континентального водораздела получают больше осадков, а зимы там гораздо мягче, чем на востоке. В результате этого, леса на западе парка — гуще, а деревья там — выше. В высокогорьях, выше границы леса, распространена горная тундра, где произрастают лишь немногие травянистые виды растений, выживающие в условиях, когда лишь на протяжении около трёх месяцев в году отсутствует снег. 30 видов растений являются эндемиками и произрастают только на территории парка и в примыкающих к нему национальных лесах. Широко распространено цветущее в июле и августе растение ксерофиллум прочный, произрастающий обычно вблизи источников воды. Из полевых цветов распространены губастики, лилии, иван-чай узколистный, бальзамориза и кастиллея.
Леса парка можно разделить на несколько климатических зон. На западе и северо-западе преобладают ель и пихта, на юго-западе — туя складчатая и тсуга; леса к востоку от континентального водораздела представлены главным образом смесью сосны, ели и пихты. Леса из туи и тсуги вдоль озера Макдональд являются самым восточным районом распространения тихоокеанской климатической экосистемы.
Леса из белокорой сосны сильно повреждены грибом-паразитом Cronartium ribicola. На территории парка и в прилегающих районах около 30 % деревьев этого вида погибли, а оставшиеся 70 % — заражены этим паразитом. Семена белокорой сосны являются важным источником пищи для белок и американской кедровки. Ими любят лакомиться также такие крупные животные как гризли и барибалы. Многочисленные попытки борьбы с грибом Cronartium ribicola, предпринимавшиеся с 1930 по 1970 годы не увенчались успехом; дальнейшая гибель лесов из белокорой сосны ставит под угрозу и существование зависимых от неё видов.

### Фауна
На территории парка встречаются все виды животных, исторически свойственные данной местности за исключением бизонов и лесного карибу. Таким образом, Глейшер представляет собой почти нетронутую экосистему, обеспечивая биологов хорошим материалом для изучения. В парке обитают два вида животных, находящихся под угрозой исчезновения — гризли и канадская рысь. Хотя в самом парке их численность представлена на историческом уровне, они всё же считаются вымирающими, так как практически во всех других регионах США численность этих животных в их историческом ареале крайне мала или они полностью отсутствуют. В среднем в парке происходит одно или два нападения медведей на человека в год; со времени создания парка в 1910 году зафиксировано 10 смертей, связанных с нападениями медведей. Численность гризли и канадской рыси точно не известна, однако биологи утверждают, что по данным на 2008 год численность гризли составляла чуть более 300 особей. В 2001 году были начаты исследования по определению точного числа особей рыси. Учёные используют самые разные методы определения численности, пытаясь отслеживать местные популяции гризли и барибалов. Проводятся также и исследования в отношении другого редкого на большей части страны животного — росомахи. В парке широко распространены такие крупные виды млекопитающих как снежная коза (официальный символ парка), толсторог, американский лось, чернохвостый и белохвостый олени, койот, а также более редкая пума. В отличие от Йеллоустонского национального парка, где в 1990-х годах проводилась программа по восстановлению популяции волков, популяция волков в парке Глейшер восстановилась самостоятельно в 1980-х годах. Всего на территории парка встречается 62 вида млекопитающих, в том числе американский барсук, канадская выдра, дикобраз, американская норка, американская куница, илька, 6 видов летучих мышей и множество более мелких животных.
На территории парка обитают 260 видов птиц; из хищных видов присутствуют белоголовый орлан, беркут, сапсан и несколько видов соколов. Вблизи рек и озёр обитает каменушка. Другие водоплавающие виды включают большую голубую цаплю, американского лебедя, канадскую казарку и американскую свиязь. В лесистых районах часто встречается виргинский филин, североамериканская ореховка, Стеллерова черноголовая голубая сойка, хохлатая желна и американский свиристель; в горах, на большой высоте, водятся белохвостая куропатка и горный вьюрок. Численность североамериканской ореховки в последнее время сократилась, что объясняется уменьшением количества деревьев белокорой сосны.
| |  |  |  |
| Слева направо: толстороги, американский лось, макензийский равнинный волк, североамериканская ореховка |  |  |  |

Из-за довольно холодного горного климата на территории парка водятся только 3 вида пресмыкающихся: 2 вида подвязочных змей и западный подвид расписной черепахи. Также, по вышеуказанным причинам в Глейшере обитают лишь 6 видов земноводных. В реках и озёрах парка водятся 23 вида рыб, среди которых — лосось Кларка, щука, сиг, нерка и хариус. Из некоренных видов в водах парка обитает кумжа, наличие которой влияет на популяции некоторых коренных видов рыб. Также здесь встречается находящийся под угрозой исчезновения большеголовый голец, ловля которого незаконна, а если рыба была выловлена случайно, то она должна быть отпущена обратно в воду.

### Лесные пожары
На протяжении многих десятилетий лесные пожары рассматривались исключительно как угроза для различных природоохранных территорий. Однако, начиная с 1960-х годов, пожары начали пониматься как естественная часть экосистемы. Ранняя политика устранения пожаров приводила к накоплению большого количества мёртвых и разлагающихся деревьев, которые в естественных условиях сгорают при пожарах. Многие виды растений и животных нуждаются в лесных пожарах, после которых почва обогащается минеральными веществами. В парке Глейшер осуществляется управление пожарами: пожары, причиной которых был человек, полностью устраняются, тогда как пожары, возникшие по естественным причинам, анализируются, а их устранение зависит от их масштаба и степени опасности, которые они представляют для человека и строений.
В программе по управлению пожарами задействованы также и жители примыкающих к парку районов. Строения в этих районах обычно проектируются более огнестойкими, а сухие и поваленные деревья удаляются из районов, находящихся вблизи человеческого жилья, с целью уменьшить риск возникновения катастрофических пожаров. Имеется система заблаговременного оповещения о наличии очагов возгорания для посетителей парка и жителей окрестных районов. В среднем, каждый год наблюдается 14 лесных пожаров, в результате которых выгорает 20 км² леса. В 2003 году, в результате небывалой засухи разразился катастрофический по масштабам пожар; выгорело 550 км² леса. Данный пожар был крупнейшим со времён основания парка в 1910 году.

## История

### Первые люди и исследование территории
Согласно археологическим данным, люди впервые поселились на территории современного парка около 10 000 лет назад. Первые жители этих мест были предками флатхедов, пан-д’орей, кутенаев, шошонов и шайеннов. Черноногие пришли на эти земли в начале XVIII века и уже довольно скоро стали преобладать в восточной части современного парка, а также на Великих Равнинах к востоку от парка. Сегодня резервация черноногих примыкает к парку с востока, тогда как резервация Флатхед примыкает к нему с запада и юга. В 1855 году, когда была основана резервация черноногих, она включала в свой состав восточные районы парка вплоть до континентального водораздела. Черноногие называли территорию в районе горы Чиф и к юго-востоку от горы Ту-Медисин «хребтом мира». Эта горная область всегда оставалась в поле зрении и служила для них ориентиром. В 1895 году вождь Белый Телёнок продал данную территорию правительству США за 1,5 млн. $ с предоставлением гарантий, что его племя будет продолжать использовать эти земли для охоты.
В ходе изучения реки Марайас в 1805 году, Льюис и Кларк прошли по территории современного парка около 80 км. Ряд экспедиций, осуществлённых после 1850 года, позволил относительно хорошо исследовать территорию сегодняшнего Глейшера. В 1885 году известный американский историк и писатель Джордж Гриннелл нанял Джеймса Уилларда Шульца (впоследствии также известного писателя) в качестве проводника в своей охотничьей экспедиции. После ещё нескольких поездок в этот регион Гриннелл был настолько вдохновлён местными пейзажами, что последующие 20 лет усиленно работал над созданием здесь национального парка. В 1901 году он создал описание региона, где назвал его «Корона континента»; усилия этого человека по защите данной территории сыграли важную роль в последующем учреждении парка. В 1892 году Генри Стимсон и его два напарника покорили гору Чиф, вскарабкавшись на вершину по почти отвесной восточной стене.

### История национального парка
В 1891 году была построена Великая Северная железная дорога, пересекающая континентальный водораздел через перевал Марайас (1589 м), близ южной границы современного парка. В попытках стимулировать использование новой дороги, компания, возглавлявшая её, начинает активно рекламировать красоты здешних мест. В 1897 году на данной территории был учреждён лесной заповедник. Несмотря на данный статус, на территории всё ещё были разрешены работы по поискам и разведке полезных ископаемых, которые, впрочем, не увенчались успехом, так как добыча была экономически невыгодна. Тем временем, сторонники дальнейшей защиты данных земель усилили свою деятельность и в 1910 году под влиянием Джорджа Гриннела, Генри Стимсона, а также управляющих железной дорогой, законопроект был внесён на рассмотрение в Конгресс США, который постановил повысить уровень территории заповедника до национального парка. Законопроект был подписан президентом Уильямом Говардом 11 мая 1910 года.
С мая по август 1910 года парком управлял бывший управляющий заповедника — Фремонт Натан Хейнс, а в августе Уильям Логан был назначен первым управляющим непосредственно национального парка. В то время как указание заповедника подтверждало права черноногих на традиционное использование ими земель, в законодательстве национального парка никаких гарантий коренному населению уже не давалось. Позиция правительства США заключалась в том, что с учреждением национального парка территория потеряла статус земель общественного пользования, а следовательно, бывшие права вместе с этим прекратили своё действие, что и было подтверждено Судом претензий в 1935 году. Тем не менее, некоторые черноногие ещё долго считали, что имеют право традиционного использования земель де-юре. В 1980-х годах несколько раз лишь чудом удалось избежать нескольких вооружённых столкновений на этой почве.
Льюис Хилл, руководивший компанией Великая Северная железная дорога в 1910-е годы, планировал превратить парк в «американскую Швейцарию», стимулировав тем самым приток туристов. Строительство отелей и шале осуществляла дочерняя компания Великой Северной дороги — Glacier Park Company; строения проектировались по швейцарскому образцу. Отели Хилла не получали прибыли, однако привлекали сюда тысячи посетителей, прибывавших по железной дороге. Шале, построенные с 1910 по 1913 годы включают Belton, St. Mary, Going-to-the-Sun, Many Glacier, Two Medicine, Sperry, Granite Park, Cut Bank и Gunsight Lake.
Железнодорожной компанией был также построен гостевой комплекс Глейшер-Парк-Лодж, расположенный уже за пределами парка, близ его восточной границы, а также отель Мейни-Глейшер, находящийся на восточном берегу озера Свифткаррент. Хилл лично выбирал место для всех этих зданий, подбирая наиболее живописные пейзажи и хорошие виды. В 1913-14 годах Джон Льюис построил на берегу озера Макдональд отель Льюис-Глейшер. В 1930 году Великая Северная железная дорога выкупила этот отель, переименовав его в Лейк-Макдональд-Лодж. Некоторые шале ранее располагались в отдалённых районах и были доступны только по тропинкам. Сегодня действуют только шале Sperry, Granite Park и Belton, а в здании шале Two Medicine расположен магазин. Оставшиеся шале и отели на территории парка сегодня признаются Национальными историческими памятниками. Всего на территории Глейшера имеется 350 зданий и сооружений; все они находятся в списке Национального реестра исторических мест.
Для удобства посетителей в 1932 году была построена автомобильная дорога (Going-to-the-Sun Road) длиной 85 км, глубоко вдающаяся вглубь территории парка и пересекающая континентальный водораздел через перевал Логан (2026 м). Данная дорога также находится в списке Национального реестра исторических мест, а в 1985 году она была признана Национальной гражданской инженерной достопримечательностью. Другая автомобильная дорога парка — трасса № 2, которая проходит вдоль южной границы с национальными лесами, пересекает водораздел через перевал Марайас и соединяет города Уэст-Глейшер и Ист-Глейшер. Развитию инфраструктуры парка в период с 1933 по 1942 годы способствовали работы в рамках программы Гражданский корпус охраны окружающей среды. Проекты корпуса включали работы по лесовосстановлению, развитие кемпингов, прокладку дорожек, работы по противопожарной безопасности и др. В 1930 годы развитие автомобильного туризма на территории парка способствовало строительству ряда кемпингов вдоль дорог; эти первые кемпинги сейчас также признаны историческими памятниками США.
Национальный парк Глейшер изображён на монете номиналом в 25 центов, отчеканенной в 2011 году в рамках серии двадцатипятицентовиков с изображением национальных парков США, известной как «Прекрасная Америка».

## Администрация парка и туризм
Парк Глейшер находится в ведении Службы национальных парков США. На территории данной природоохранной территории запрещены охота, лесозаготовки и добыча полезных ископаемых, а также разведка месторождений нефти и газа. Штаб-квартира парка располагается в городке Уэст-Глейшер, штат Монтана. Ежегодно Глейшер посещают около 2 миллионов туристов. Текущий бюджет парка на 2008 финансовый год составил 13 190 000 $. В 2010 году, в преддверии столетнего юбилея парка, осуществлялись работы по реконструкции дороги на его территории (Going-to-the-Sun Road)..
На территории национального парка распространён пеший туризм. Общая длина всех пешеходных маршрутов составляет 1127 км. Тропа Continental Divide National Scenic пересекает парк с севера на юг; имеется также несколько альтернативных маршрутов на более низких высотах на случай, когда высокогорные маршруты закрыты из-за сильных снегопадов. Тропа Pacific Northwest National Scenic пересекает парк с запада на восток. Так как в парке водятся медведи и другие крупные млекопитающие, собаки не допускаются на все пешеходные маршруты, хотя они разрешены в кемпингах, а также в местах, расположенных вдоль асфальтированных дорог. Глейшер предлагает множество маршрутов одного дня. Ставить палатки и разводить костёр разрешёно на фиксированных местах вдоль маршрутов, однако для этого требуется разрешение, выдаваемое в определённых информационных центрах или заказываемое заранее. Значительная часть маршрутов недоступна вплоть до начала июня из-за снежников и опасности схода лавин. Многие высокогорные маршруты погребены под снегом вплоть до начала июля. Кроме мест для кемпингов вдоль пешеходных маршрутов, имеются также и кемпинги доступные для транспортных средств. Кемпинги в Сент-Мери и Апгате действуют круглый год, однако их возможности вне сезона сильно ограничены. Все площадки для кемпинга, доступные для транспортных средств, обычно действуют с середины июня до середины сентября.
Популярным отдыхом также является рыбалка. Существуют определённые правила, регулирующие рыбную ловлю на территории парка, однако никакое специальное разрешение для этого не требуется. Зимний отдых в парке Глейшер весьма ограничен. Катание на снегоходах полностью запрещено на всей территории парка. Катание на лыжах разрешено только в долинах на небольших высотах, вдали от лавиноопасных районов.
На крупных озёрах парка туристами часто используются лодки. Несколько традиционных деревянных туристических лодок, вмещающих до 80 человек, находятся в непрерывной сезонной эксплуатации с 1927 года. По основным дорогам парка осуществляются туристические поездки на традиционных красных парковых автобусах, известных как Red Jammers. В 2001 году все автобусы были переделаны компанией Ford Motor; а также переведены на пропан в целях уменьшения влияния на окружающую среду.